# Del Martin y Phyllis Lyon
Dorothy Louise Taliaferro "Del" Martin (San Francisco, 5 de mayo de 1921 - ibíd., 27 de agosto de 2008) y Phyllis Ann Lyon (Tulsa, 10 de noviembre de 1924 - San Francisco, 9 de abril de 2020) fueron una conocida pareja de lesbianas estadounidenses, feministas y  activistas por los derechos de las minorías sexuales.

## Biografía
Martin y Lyon se conocieron en 1950, se hicieron pareja en 1952 y se fueron a vivir juntas en 1953, a un apartamento de la Calle Castro de San Francisco (California). Llevaban juntas tres años cuando en 1955 fundaron las Hijas de Bilitis (DOB), que fue la primera organización social y política para lesbianas en los Estados Unidos. Fueron presidenta y editora de The Ladder hasta 1963, y estuvieron implicadas en el DOB hasta que se unieron a la Organización Nacional de Mujeres (NOW) como la primera pareja de lesbianas que lo hacía.
Trabajaron para formar el Council on Religion and the Homosexual (CRH) en el norte de California, organización cuyo propósito era convencer a los líderes religiosos para que aceptaran homosexuales en las iglesias, y utilizar su influencia para descriminalizar la homosexualidad. Fueron muy activas en la primera organización política homosexual de San Francisco, la Alice B. Toklas Club democrático, que influenció a Dianne Feinstein a patrocinar un proyecto de ley para prohibir la discriminación laboral de gays y lesbianas. Ambas fueron voluntarias en la Conferencia de la Casa Blanca sobre Envejecimiento en 1995.
Se casaron el 12 de febrero de 2004, en la primera boda del mismo sexo que tuvo lugar en San Francisco después de que el alcalde Gavin Newsom ordenara que se emitieran licencias de matrimonio a las parejas homosexuales, pero ese matrimonio fue anulado por la Corte Suprema de California el 12 de agosto de 2004. Se casaron otra vez el 16 de junio de 2008, en la primera boda homosexual que tuvo lugar en San Francisco tras la decisión de la Corte Suprema de California, que legalizó los matrimonios del mismo sexo en California En agosto de 2008 Martin murió de complicaciones de una fractura de hueso del brazo en San Francisco.

## Del Martin
Del Martin nació como Dorothy Louise Taliaferro el 5 de mayo de 1921, en San Francisco. Fue la primera salutatorian graduada en la George Washington High School. Estudió en la Universidad de California, Berkeley y en San Francisco State College, donde cursó periodismo. Consiguió un Doctorado de Artes en el Institute for Advanced Study of Human Sexuality. Estuvo casada durante cuatro años con James Martin, conservando su apellido después del divorcio.  Tuvo una hija, Kendra Mon. Martin murió el 27 de agosto de 2008, en la residencia UCSF de San Francisco, de complicaciones de una fractura de hueso del brazo. Tenía 87 años. Su mujer, Phyllis, estaba a su lado. El alcalde de San Francisco Gavin Newsom ordenó que las banderas del Palacio Municipal ondearan a media asta en su honor.

## Phyllis Lyon
Phyllis Lyon nació el 21 de noviembre de 1924, en Tulsa, Oklahoma. Se licenció en periodismo en la Universidad de California, Berkeley, en 1946. En la década de los 40,  trabajó como reportera para el Chico Enterprise-Record, y durante los 50, formó parte de la redacción de dos revistas de Seattle. El 26 de junio de 2015, cuando el Tribunal Supremo de EE. UU. dictaminó legal el matrimonio gay, la nonagenaria Lyon "rió y rió cuando escuchó la noticia. 'Bien ¿qué te parece?'  Dijo. '¡Por amor de Dios!'"
Falleció el 9 de abril de 2020 a los noventa y cinco años en su domicilio en San Francisco.

## Antecedentes/Matrimonio
Martin y Lyon se conocieron en Seattle en 1950 cuando comenzaron a trabajar en la misma revista. Se hicieron pareja en 1952 y se fueron a vivir juntas cuando se trasladaron a San Francisco en 1953.
El 12 de febrero de 2004, obtuvieron una licencia de matrimonio de la Ciudad y Condado de San Francisco después de que el alcalde Gavin Newsom ordenara que se dieran licencias de matrimonio a las parejas del mismo sexo que las pidieran.
La licencia, junto con las de varios millares de parejas del mismo sexo, fue anulada por el Tribunal Supremo de California el 12 de agosto de 2004.

"Del tiene 83 años y yo tengo 79. Después de estar juntas durante más de 50 años, es un golpe terrible que se nos retiren los derechos y protecciones del matrimonio. A nuestra edad, no tenemos el lujo del tiempo".

 Aun así, se volvieron a casar el 16 de junio de 2008, después de que el Tribunal Supremo de California dictaminara que el matrimonio entre personas del mismo sexo era legal. Una vez más fueron la primera pareja gay casada en San Francisco, de hecho la única pareja casada aquel día por el alcalde.

## Activismo

### Hijas de Bilitis
En 1955, Martin y Lyon y otras seis mujeres lesbianas crearon las Hijas de Bilitis (DOB), la primera organización lésbica nacional en los Estados Unidos. El nombre de la asociación estaba inspirado en los poemas de Pierre Louys de tema lésbico. Lyon fue la primera editora del boletín de noticias de la organización, The Ladder, en 1956.Herrero Brasas, Juan Antonio (2001). La sociedad gay: una invisible minoría. Madrid: Foca. p. 276. ISBN 8495440156. Martin se hizo cargo de la redacción del boletín de 1960 a 1962, cuando fue reemplazada por otras editoras hasta que terminó la conexión del boletín con las Hijas de Bilitis en 1970.
A los cinco años de su creación, las Hijas de Bilitis tenía secciones por todo el país, incluyendo Chicago, Nueva York, Nueva Orleans, San Diego, Los Ángeles, Detroit, Denver, Cleveland y Filadelfia. Había 500 suscriptoras de The Ladder, pero muchas más lectoras, ya que circulaban copias entre las mujeres que eran reticentes a poner sus nombres en una lista de suscripción. Por su trabajo pionero en El Ladder, Martin y Lyon fueron las primeras que accedieron al Salón de la fama de Periodistas LGTBI, el cual se estableció en 2005 por la Asociación Nacional de Periodistas Gays y Lesbianas. Lyon Y Martin estuvieron implicadas en el DOB hasta finales de la década de los 60. Las Hijas de Bilitis, que habían adoptado un enfoque conservador para ayudar a las lesbianas a lidiar con la sociedad, se disolvió en 1970 debido al surgimiento de un activismo más radical.

### Organización nacional de Mujeres
Martin y Lyon han sido miembros de la Organización Nacional de Mujeres (NOW) desde 1967. Del Martin fue la primera mujer abiertamente lesbiana elegida para el consejo de administración de NOW. Lyon y Martin trabajaron para combatir la homofobia que percibieron en esta organización, y fomentaron en la Conferencia Nacional de NOW de 1971 la resolución de que se reconocieran los derechos de las lesbianas como una cuestión  feminista.

### Comisión de la Condición Jurídica y Social de la Mujer de San Francisco
Del Martin fue la primera mujer abiertamente lesbiana nombrada para formar parte de la San Francisco Commission on the Status of Women (SFCOSW) por el alcalde George R. Moscone en el año 1977. Martin unió fuerzas con otras comisionadas pertenecientes a minorías, como Kathleen Hardiman Arnold (ahora Kathleen Rand Reed), y la primera mujer negra elegida para la Junta de Supervisores, Ella Cerro Hutch, para centrarse en el nexo de los derechos de las mujeres lesbianas y la discriminación racial y étnica. En su trabajo posterior en una clínica de salud, Martin y Lyon se centraron, por ejemplo, en la salud y las cuestiones específicas que afectan a las mujeres gay de raza negra y latina. Martin fue una adelantada a su época en la comprensión de los aspectos culturales de la salud de las homosexuales.

### Alice B. Toklas LGBT Democratic Club
El Alice B. Toklas LGBT Democratic Club, llamado así por la autora nacida en San Francisco Alice B. Toklas, se formó el día de San Valentín del año 1972 en las oficinas de la Society for Individual Rights, cerca de las calles 6 y Market de San Francisco. El socio fundador fue James Foster, que fue el primer hombre abiertamente gay en hablar en una convención política nacional. Habló de la necesidad de incluir a los gays y lesbianas en el proceso político.  Aunque Lyon y Martin no pudieron asistir a esta primera reunión, se convirtieron en miembros poco después. La primera moción que el club aprobó fue en apoyo a la iniciativa de legalización de la marihuana. Entre los miembros fundadores estaban Gary Miller y Ron Bentley. El propósito del club era dar soporte a los candidatos que apoyaban los derechos de gays y lesbianas y ayudarlos a ser elegidos para cargos públicos. Entre sus primeros presidentes estaban Jo Daly y Gary Miller (1975). En 1975 el club respaldó a George Moscone para alcalde sobre Dianne Feinstein. El club cambió su nombre a la Alice B. Toklas Gay and Lesbian Democratic Club.

### Lyon-Martin Servicios de Salud
Lyon-Martin Health Services fue fundado en 1979 por un grupo de médicos y activistas de la salud como una clínica para lesbianas que no tenían acceso a una atención médica caritativa, sin prejuicios y asequible. Llamada después Phyllis Lyon y Del Martin, la clínica pronto llegó a ser un modelo de atención médica a comunidades culturalmente sensibles. Desde 1993, Lyon-Martin también han proporcionado servicios de atención primaria en programas específicamente diseñados para personas de bajos ingresos y mujeres sin seguro médico con VIH, así como servicios para personas Transgénero.

### Activistas séniors
En 1989, Martin y Lyon se unieron a Old Lesbians Organizing for Change. En 1995 fueron nombradss delegadas a la Conferencia de la Casa Blanca sobre el envejecimiento, Martin por la senadora Dianne Feinstein y Lyon por la congresista Nancy Pelosi.

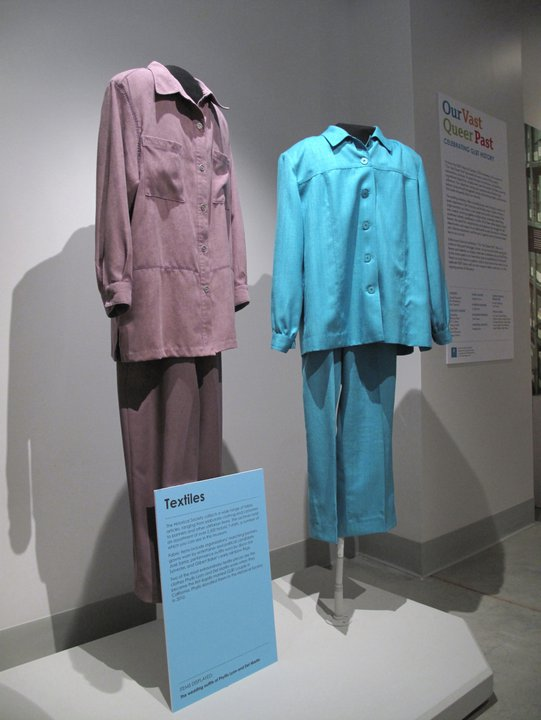
Trajes usados por Del Martin y Phyllis Lyon en sus bodas en San Francisco en 2004 y 2008; Se exhiben en el Museo de Historia GLBT en San Francisco. Foto: GLBT Historical Society.